# Cantó de Cirey-sur-Vezouze
El cantó de Cirey-sur-Vezouze és un cantó francès del departament de Meurthe i Mosel·la, situat al districte de Lunéville. Té 7 municipis i el cap és Cirey-sur-Vezouze.

## Municipis
- Bertrambois
- Cirey-sur-Vezouze
- Parux
- Petitmont
- Saint-Sauveur
- Tanconville
- Val-et-Châtillon

## Història
| Data d'elecció                           | Identitat           | Partit             | Qualitat |
| ---------------------------------------- | ------------------- | ------------------ | -------- |
| 1945-1958                                | Georges Mazerand    | radical            |          |
| 1958-1982                                | Guy de Talhouet     | RI, després UDF-PR |          |
| 1982-1994                                | Raymond Weymeskirch | PS                 |          |
| 1994-2001                                | Jean-Marie Hostert  | UDF                |          |
| 2001-2008                                | Alain Gérard        | Divers gauche      |          |
| 2008-                                    | Josiane Tallotte    | Divers gauche      |          |
| les dades anteriors no són pas conegudes |                     |                    |          |
|                                          |                     |                    |          |

## Demografia
| A partir de 1990: Població sense dobles comptes |